# Adoretus radicosus
Adoretus radicosus är en skalbaggsart som beskrevs av Machatschke 1958. Adoretus radicosus ingår i släktet Adoretus och familjen Rutelidae. Inga underarter finns listade i Catalogue of Life.